# Чемпионат России по шоссейному велоспорту
Чемпионат России по шоссейному велоспорту — национальный чемпионат России по шоссейному велоспорту, проводимый Федерацией велосипедного спорта России с 1992 года. За победу в дисциплинах присуждается майка в цветах национального флага (на илл.).

## Призёры

### Мужчины. Групповая гонка.
| Год  | Город           | Золото                 | Серебро            | Бронза              |
| ---- | --------------- | ---------------------- | ------------------ | ------------------- |
| 1992 |                 | Асят Саитов            | Дмитрий Конышев    | Александр Тимофеев  |
| 1993 |                 | Дмитрий Конышев        | Асят Саитов        | Вячеслав Екимов     |
| 1994 |                 | Ромес Гайнетдинов      | Айдар Горгос       | Алексей Бочков      |
| 1995 |                 | Асят Саитов (2)        | Вячеслав Джаванян  | Андрей Зинченко     |
| 1996 |                 | Василий Давиденко      | Дмитрий Седун      | Дмитрий Конышев     |
| 1997 |                 | Вячеслав Екимов        | Сергей Усламин     | Александр Гонченков |
| 1998 | Нижний Новгород | Сергей Иванов          | Пётр Угрюмов       | Дмитрий Конышев     |
| 1999 | Нижний Новгород | Сергей Иванов (2)      | Василий Давиденко  | Дмитрий Седун       |
| 2000 |                 | Сергей Иванов (3)      | Павел Тонков       | Алексей Сиваков     |
| 2001 | Москва          | Дмитрий Конышев (2)    | Алексей Марков     | Денис Бондаренко    |
| 2002 | Москва          | Олег Гришкин           | Андрей Пчёлкин     | Дмитрий Гайнетдинов |
| 2003 | Уфа             | Александр Баженов      | Дмитрий Дементьев  | Олег Жуков          |
| 2004 | Самара          | Александр Колобнев     | Михаил Тимошин     | Андрей Пчёлкин      |
| 2005 | Агидель         | Сергей Иванов (4)      | Владимир Гусев     | Андрей Пчёлкин      |
| 2006 | Пенза           | Александр Хатунцев     | Александр Ефимкин  | Евгений Петров      |
| 2007 | Уфа             | Владислав Борисов      | Сергей Колесников  | Юрий Трофимов       |
| 2008 | Москва          | Сергей Иванов (5)      | Александр Баженов  | Роман Климов        |
| 2009 | Чебоксары       | Сергей Иванов (6)      | Юрий Трофимов      | Егор Силин          |
| 2010 | Чебоксары       | Александр Колобнев (2) | Владимир Гусев     | Александр Миронов   |
| 2011 | Уфа             | Павел Брутт            | Эдуард Ворганов    | Юрий Трофимов       |
| 2012 | Воронеж         | Эдуард Ворганов        | Александр Колобнев | Павел Брутт         |
| 2013 | Самара          | Владимир Исайчев       | Владимир Гусев     | Андрей Соломенников |
| 2014 | Тула            | Александр Порсев       | Владимир Гусев     | Артур Ершов         |
| 2015 | Саранск         | Юрий Трофимов          | Павел Брутт        | Сергей Лагутин      |
| 2016 | Севастополь     | Павел Кочетков         | Максим Бельков     | Сергей Лагутин      |
| 2017 | Воронеж         | Александр Порсев (2)   | Артём Ныч          | Сергей Шилов        |
| 2018 | Курск           | Иван Ровный            | Александр Порсев   | Игорь Фролов        |
| 2019 | Белгород        | Александр Власов       | Игорь Фролов       | Михаил Фокин        |
| 2020 | Самара          | Сергей Шилов           | Игорь Фролов       | Никита Мартынов     |
| 2021 | Пенза           | Артём Ныч              | Ильнур Закарин     | Иван Ровный         |
| 2022 | Саранск         | Пётр Рикунов           | Артём Ныч          | Мамыр Сташ          |
| 2023 | Москва          | Андрей Степанов        | Александр Березняк | Дмитрий Пузанов     |
| 2024 | Муром           | Пётр Рикунов (2)       | Илья Щегольков     | Савва Новиков       |
| 2025 | Казань          | Лев Гонов              | Андрей Степанов    | Влас Шичкин         |

### Мужчины. Индивидуальная гонка.
| Год  | Город           | Золото                 | Серебро            | Бронза              |
| ---- | --------------- | ---------------------- | ------------------ | ------------------- |
| 1994 |                 | Евгений Берзин         | Евгений Изболдин   | Игорь Пруцких       |
| 1995 |                 |                        |                    |                     |
| 1996 |                 |                        |                    |                     |
| 1997 |                 |                        |                    |                     |
| 1998 | Нижний Новгород | Олег Жуков             | Алексей Сиваков    | Эдуард Грицун       |
| 1999 |                 | Сергей Старченков      | Дмитрий Съемов     | Константин Градусов |
| 2000 |                 | Евгений Петров         | Олег Жуков         | Денис Меньшов       |
| 2001 | Москва          | Дмитрий Съемов         | Денис Бондаренко   | Андрей Зинченко     |
| 2002 | Москва          | Евгений Петров (2)     | Дмитрий Съемов     | Владимир Карпец     |
| 2003 | Уфа             | Владимир Гусев         | Александр Беспалов | Владислав Борисов   |
| 2004 | Самара          | Александр Беспалов     | Олег Жуков         | Дмитрий Съемов      |
| 2005 | Агидель         | Владимир Гусев (2)     | Александр Беспалов | Владислав Борисов   |
| 2006 | Пенза           | Александр Беспалов (2) | Алексей Белов      | Евгений Петров      |
| 2007 | Уфа             | Владимир Гусев (3)     | Евгений Петров     | Александр Беспалов  |
| 2008 | Москва          | Владимир Гусев (4)     | Тимофей Крицкий    | Владимир Карпец     |
| 2009 | Чебоксары       | Артём Овечкин          | Михаил Игнатьев    | Максим Бельков      |
| 2010 | Чебоксары       | Владимир Гусев (5)     | Михаил Игнатьев    | Александр Арекеев   |
| 2011 | Уфа             | Михаил Игнатьев        | Владимир Карпец    | Дмитрий Соколов     |
| 2012 | Воронеж         | Денис Меньшов          | Дмитрий Соколов    | Валерий Кайков      |
| 2013 | Самара          | Ильнур Закарин         | Владимир Гусев     | Артём Овечкин       |
| 2014 | Тула            | Антон Воробьёв         | Сергей Чернецкий   | Артём Овечкин       |
| 2015 | Саранск         | Артём Овечкин (2)      | Сергей Николаев    | Павел Брутт         |
| 2016 | Севастополь     | Сергей Чернецкий       | Павел Брутт        | Максим Бельков      |
| 2017 | Воронеж         | Ильнур Закарин (2)     | Максим Бельков     | Антон Воробьёв      |
| 2018 | Курск           | Артём Овечкин (3)      | Павел Сиваков      | Антон Воробьёв      |
| 2019 | Белгород        | Артём Овечкин (4)      | Антон Воробьёв     | Артём Ныч           |
| 2020 | Самара          | Артём Овечкин (5)      | Сергей Шилов       | Виктор Манаков      |
| 2021 | Пенза           | Александр Власов       | Артём Овечкин      | Владислав Дуюнов    |
| 2022 | Саранск         | Александр Евтушенко    | Пётр Рикунов       | Виктор Манаков      |
| 2023 | Лотошино        | Пётр Рикунов           | Лев Гонов          | Дмитрий Розанов     |
| 2024 | Муром           | Пётр Рикунов(2)        | Лев Гонов          | Иван Меньшов        |
| 2025 | Иннополис       | Пётр Рикунов (3)       | Глеб Сырица        | Андрей Белянин      |

### Женщины. Групповая гонка.
| Год  | Город       | Золото                           | Серебро                      | Бронза                         |
| ---- | ----------- | -------------------------------- | ---------------------------- | ------------------------------ |
| 1993 |             | Гульнара Фаткулина               | Светлана Самохвалова         | Надежда Пашкова                |
| 1994 |             | Светлана Самохвалова             | Светлана Бубненкова          | Ольга Соколова                 |
| 1995 |             | Александра Колясева              | Валентина Полханова          | Светлана Самохвалова           |
| 1996 |             | Светлана Бубненкова              | Зульфия Забирова             | Александра Колясева            |
| 1997 | Воронеж     | Татьяна Каверина                 | Оксана Тончева               | Валентина Герасимова           |
| 1998 |             | Светлана Самохвалова (2)         | Татьяна Каверина             | Светлана Степанова             |
| 1999 |             | Юлия Разенкова                   | Валентина Герасимова         | Ольга Слюсарева                |
| 2000 |             | Светлана Бубненкова (2)          | Зульфия Забирова             | Юлия Мартисова                 |
| 2001 | Муром       | Елена Чалых                      | Светлана Бубненкова          | Светлана Самохвалова           |
| 2002 | Москва      | Светлана Бубненкова (3)          | Валентина Полханова          | Ольга Слюсарева                |
| 2003 | Воткинск    | Светлана Бубненкова (4)          | Юлия Мартисова               | Екатерина Наумова              |
| 2004 | Воткинск    | Светлана Бубненкова (5)          | Ольга Слюсарева              | Юлия Мартисова                 |
| 2005 |             | Юлия Мартисова                   | Ольга Слюсарева              | Светлана Бубненкова            |
| 2006 | Пенза       | Ольга Слюсарева                  | Татьяна Панина-Шишкова       | Елена Страмоусова              |
| 2007 | Майкоп      | Наталья Боярская                 | Елена Гаюн                   | Елена Кучинская                |
| 2008 | Москва      | Юлия Мартисова (2)               | Юлия Блиндюк                 | Наталья Боярская               |
| 2009 | Чебоксары   | Юлия Ильиных                     | Анна Евсеева                 | Татьяна Панина                 |
| 2010 | Чебоксары   | Татьяна Антошина                 | Юлия Мартисова               | Лариса Панкова                 |
| 2011 | Уфа         | Айжан Жапарова                   | Светлана Столбова-Бубненкова | Лариса Панкова                 |
| 2012 | Воронеж     | Юлия Блиндюк                     | Анна Потокина                | Айжан Жапарова                 |
| 2013 | Самара      | Светлана Столбова-Бубненкова (6) | Оксана Козончук              | Айжан Жапарова                 |
| 2014 | Тула        | Татьяна Антошина (2)             | Айжан Жапарова               | Ксения Добрынина               |
| 2015 | Саранск     | Анна Потокина                    | Анастасия Понетайкина        | Дарья Егорова                  |
| 2016 | Севастополь | Наталья Боярская (2)             | Виктория Гришечко            | Оксана Козончук                |
| 2017 | Воронеж     | Анастасия Яковенко               | Карина Касенова              | Светлана Кузнецова (Васильева) |
| 2018 | Курск       | Маргарита Сырадоева              | Анна Потокина                | Елизавета Ошуркова             |
| 2019 | Белгород    | Александра Гончарова             | Ирина Иванова                | Анна Потокина                  |
| 2020 | Самара      | Диана Климова                    | Наталья Студеникина          | Седа Крылова                   |
| 2021 | Пенза       | Седа Крылова                     | Дарья Фомина                 | Тамара Дронова                 |
| 2022 | Саранск     | Тамара Дронова                   | Екатерина Головастова        | Анастасия Печерских            |
| 2023 | Москва      | Тамара Дронова (2)               | Валерия Валгонен             | Марина Уварова                 |
| 2024 | Муром       | Тамара Дронова (3)               | Валерия Валгонен             | Анастасия Бек                  |
| 2025 | Казань      | Анастасия Самсонова              | Алёна Иванченко              | Ирина Кузнецова                |

### Женщины. Индивидуальная гонка.
| Год  | Город       | Золото                          | Серебро               | Бронза                      |
| ---- | ----------- | ------------------------------- | --------------------- | --------------------------- |
| 1995 |             | Валентина Полханова             | Зульфия Забирова      | Светлана Бубненкова         |
| 1996 |             | Зульфия Забирова                | Гульнара Фаткулина    | Наталья Бубенчикова         |
| 1997 | Воронеж     | Зульфия Забирова (2)            | Валентина Полханова   | Валентина Герасимова        |
| 1998 |             | Зульфия Забирова (3)            | Светлана Самохвалова  | Валентина Герасимова        |
| 1999 |             | Зульфия Забирова (4)            | Валентина Полханова   | Елена Чалых                 |
| 2000 |             | Зульфия Забирова (5)            | Ольга Слюсарева       | Валентина Полханова         |
| 2001 | Сиверский   | Ольга Слюсарева                 | Елена Чалых           | Светлана Ивахоненкова       |
| 2002 | Москва      | Зульфия Забирова (6)            | Ольга Слюсарева       | Светлана Бубненкова         |
| 2003 | Воткинск    | Светлана Бубненкова             | Юлия Мартисова        | Ольга Хортова               |
| 2004 | Воткинск    | Ольга Слюсарева (2)             |                       |                             |
| 2005 |             | Светлана Бубненкова (2)         | Ольга Слюсарева       | Татьяна Антошина            |
| 2006 | Пенза       | Ольга Слюсарева (3)             | Светлана Бубненкова   | Татьяна Антошина            |
| 2007 | Майкоп      | Татьяна Антошина                | Светлана Бубненкова   | Александра Бурченкова       |
| 2008 | Москва      | Елена Чалых                     | Татьяна Антошина      | Наталья Боярская            |
| 2009 | Чебоксары   | Татьяна Антошина (2)            | Александра Бурченкова | Светлана Бубненкова         |
| 2010 | Чебоксары   | Татьяна Антошина (3)            | Ольга Забелинская     | Виктория Кондель            |
| 2011 | Уфа         | Александра Бурченкова           | Ольга Забелинская     | Татьяна Антошина            |
| 2012 | Воронеж     | Ольга Забелинская               | Наталья Боярская      | Татьяна Антошина            |
| 2013 | Самара      | Татьяна Антошина (4)            | Ксения Добрынина      | Александра Бурченкова       |
| 2014 | Тула        | Татьяна Антошина (5)            | Ксения Добрынина      | Ирина Моличева              |
| 2015 | Саранск     | Татьяна Антошина (6)            | Наталья Боярская      | Тамара Балаболина           |
| 2016 | Севастополь | Наталья Боярская                | Анастасия Яковенко    | Светлана Васильева          |
| 2017 | Воронеж     | Ксения Цымбалюк                 | Анастасия Пляскина    | Маргарита Сырадоева         |
| 2018 | Курск       | Ольга Забелинская (2)           | Ксения Цымбалюк       | Мария Новолодская           |
| 2019 | Белгород    | Анастасия Пляскина              | Елизавета Ошуркова    | Ксения Добрынина            |
| 2020 | Самара      | Елизавета Ошуркова              | Мария Новолодская     | Тамара Дронова (Балаболина) |
| 2021 | Пенза       | Тамара Дронова (Балаболина)     | Наталья Студеникина   | Татьяна Антошина            |
| 2022 | Саранск     | Тамара Дронова (Балаболина) (2) | Татьяна Антошина      | Диана Климова               |
| 2023 | Лотошино    | Тамара Дронова (Балаболина) (3) | Дарья Бунеева         | Мария Новолодская           |
| 2024 | Муром       | Тамара Дронова (Балаболина) (4) | Дарья Бунеева         | Татьяна Антошина            |
| 2025 | Иннополис   | Наталья Фролова                 | Алёна Иванченко       | Тамара Дронова (Балаболина) |

### Андеры (U-23). Групповая гонка.
| Год  | Город          | Золото              | Серебро               | Бронза             |
| ---- | -------------- | ------------------- | --------------------- | ------------------ |
| 2001 | Уфа            | Михаил Тимошин      | Владимир Гусев        | Александр Колобнев |
| 2002 | Уфа            | Александр Баженов   |                       |                    |
| 2003 |                |                     |                       |                    |
| 2004 | Уфа            | Борис Шпилевский    | Дмитрий Козанчук      | Иван Щеголев       |
| 2005 | Агидель        | Александр Миронов   | Евгений Попов         | Юрий Трофимов      |
| 2006 |                | Евгений Соколов     |                       |                    |
| 2007 | Уфа            |                     |                       |                    |
| 2008 | Ижевск         | Сергей Валынин      | Дмитрий Косяков       | Сергей Щербаков    |
| 2009 | Чебоксары      | Андрей Соломенников | Александр Серебряков  | Егор Силин         |
| 2010 | Чебоксары      | Никита Новиков      | Матвей Зубов          | Валерий Кайков     |
| 2011 | Уфа            | Вячеслав Кузнецов   | Матвей Зубов          | Максим Разумов     |
| 2012 | Воронеж        | Антон Воробьёв      | Константин Куперасов  | Михаил Акимов      |
| 2013 | Самара         | Роман Катырин       | Артур Шаймуратов      | Геннадий Татаринов |
| 2014 | Тула           | Иван Савицкий       | Александр Григорьев   | Артём Ныч          |
| 2015 | Саранск        | Артём Ныч           | Николай Черкасов      | Айдар Закарин      |
| 2016 | Севастополь    | Артём Ныч (2)       | Павел Сиваков         | Сергей Розин       |
| 2017 | Воронеж        | Пётр Рикунов        | Александр Куликовский | Александр Лобанов  |
| 2018 | Курск          | Александр Власов    | Пётр Рикунов          | Антон Попов        |
| 2019 | Самара         | Валерий Фаткуллин   | Игорь Сидоров         | Григорий Шаров     |
| 2020 | не проводилась |                     |                       |                    |
| 2021 | Самара         | Андрей Степанов     | Богдан Гансевич       | Антон Попов        |
| 2022 | Ижевск         | Денис Савельев      | Сергей Беляков        | Артём Гомозков     |
| 2023 | Майкоп         | Александр Березняк  | Кирилл Миллер         | Никита Васильев    |
| 2024 | Ижевск         | Вячеслав Епифанов   | Максим Орехов         | Влас Шичкин        |
| 2025 |                |                     |                       |                    |

### Андеры (U-23). Индивидуальная гонка.
| Год  | Город          | Золото                  | Серебро              | Бронза           |
| ---- | -------------- | ----------------------- | -------------------- | ---------------- |
| 2001 | Уфа            | Александр Беспалов      | Алексей Ланбин       | Владимир Гусев   |
| 2002 | Уфа            |                         |                      |                  |
| 2003 |                |                         |                      |                  |
| 2004 | Уфа            | Алексей Есин            | Станислав Белов      | Максим Бельков   |
| 2005 | Агидель        | Максим Бельков          |                      | Алексей Есин     |
| 2006 |                |                         |                      |                  |
| 2007 | Уфа            | Дмитрий Соколов         | Максим Бельков       | Данил Комков     |
| 2008 | Ижевск         | Дмитрий Соколов         | Артём Овечкин        | Александр Порсев |
| 2009 | Чебоксары      | Тимофей Крицкий         | Дмитрий Соколов      | Никита Новиков   |
| 2010 | Чебоксары      | Валерий Кайков          | Евгений Ковалёв      | Никита Новиков   |
| 2011 | Уфа            | Антон Воробьёв          | Артур Ершов          | Максим Покидов   |
| 2012 | Воронеж        | Антон Воробьёв (2)      | Константин Куперасов | Михаил Акимов    |
| 2013 | Самара         | Александр Евтушенко     | Виктор Манаков       | Евгений Зверков  |
| 2014 | Тула           | Александр Евтушенко (2) | Роман Кустадинчев    | Кирилл Яцевич    |
| 2015 | Саранск        | Александр Евтушенко (3) | Иван Луценко         | Николай Черкасов |
| 2016 | Севастополь    | Матвей Мамыкин          | Артём Ныч            | Владислав Дуюнов |
| 2017 | Воронеж        | Пётр Рикунов            | Николай Черкасов     | Степан Курьянов  |
| 2018 | Курск          | Пётр Рикунов (2)        | Владислав Куликов    | Александр Власов |
| 2019 | Самара         | Андрей Степанов         | Евгений Казанов      | Михаил Фокин     |
| 2020 | не проводилась |                         |                      |                  |
| 2021 | Самара         | Константин Некрасов     | Андрей Степанов      | Сергей Беляков   |
| 2022 | Ижевск         | Кирилл Капустин         | Александр Березняк   | Артём Гомозков   |
| 2023 | Майкоп         | Кирилл Миллер           | Артемий Хомяков      | Кирилл Капустин  |
| 2024 | Ижевск         | Виктор Бугаенко         | Влас Шичкин          | Илья Щегольков   |
| 2025 |                |                         |                      |                  |

### Юниоры. Групповая гонка.
| Год  | Город          | Золото              | Серебро             | Бронза             |
| ---- | -------------- | ------------------- | ------------------- | ------------------ |
| 1998 | Уфа            | Александр Баженов   | Константин Градусов | Владимир Лабзов    |
| 1999 |                |                     |                     |                    |
| 2000 |                |                     |                     |                    |
| 2001 |                |                     |                     |                    |
| 2002 |                |                     |                     |                    |
| 2003 |                |                     |                     |                    |
| 2004 | Москва         |                     |                     |                    |
| 2005 | Агидель        | Андрей Соломенников |                     |                    |
| 2006 | Пенза          |                     |                     |                    |
| 2007 | Уфа            |                     |                     |                    |
| 2008 | Ижевск         | Денис Лозинский     |                     |                    |
| 2009 | Чебоксары      | Кирилл Яцевич       | Матвей Зубов        | Геннадий Татаринов |
| 2010 | Чебоксары      | Кирилл Яцевич       | Михаил Акимов       | Александр Матросов |
| 2011 | Уфа            | Ильдар Арсланов     | Александр Межечев   | Николай Тановицкий |
| 2012 | Воронеж        | Ильдар Арсланов (2) | Дмитрий Страхов     | Игорь Минченко     |
| 2013 | Самара         | Игорь Борисов       | Пётр Воеводин       | Алексей Васильев   |
| 2014 | Тула           | Пётр Рикунов        | Степан Курьянов     | Александр Мартышев |
| 2015 | Саранск        | Александр Борисов   | Денис Некрасов      | Дмитрий Марков     |
| 2016 | Уфа            | Владислав Степанов  | Антон Попов         | Александр Бондарев |
| 2017 | Уфа            | Рустем Аргалеев     | Фёдор Бакалов       | Дмитрий Борзов     |
| 2018 | Уфа            | Юрий Бутрехин       | Антон Втюрин        | Никита Стрелков    |
| 2019 | Белгород       | Максим Кулаков      | Яков Миролюбов      | Никита Стрелков    |
| 2020 | не проводилась |                     |                     |                    |
| 2021 | Уфа            | Роман Ермаков       | Валерий Штин        | Артём Кондратьев   |
| 2022 | Саранск        | Иван Блохин         | Илья Санников       | Андрей Романов     |
| 2023 | Воронеж        | Мирослав Суятин     | Вадим Перепелица    | Георгий Сергеев    |
| 2024 | Ижевск         | Максим Попов        | Матвей Болдырев     | Ярослав Просандеев |
| 2025 |                |                     |                     |                    |

### Юниоры. Индивидуальная гонка.
| Год  | Город          | Золото           | Серебро             | Бронза               |
| ---- | -------------- | ---------------- | ------------------- | -------------------- |
| 1997 |                | Виктор Шебелин   |                     |                      |
| 1998 | Уфа            | Руслан Каюмов    | Александр Баженов   | Константин Градусов  |
| 1999 | Москва         | Руслан Каюмов    |                     |                      |
| 2000 |                |                  |                     |                      |
| 2001 | Уфа            | Роман Еремин     | Станислав Белов     | Александр Шутелев    |
| 2002 |                |                  |                     |                      |
| 2003 |                |                  |                     |                      |
| 2004 | Москва         |                  |                     |                      |
| 2005 | Агидель        | Дмитрий Соколов  | Андрей Соломенников |                      |
| 2006 | Пенза          | Дмитрий Соколов  | Ильнур Закарин      | Михаил Ермаков       |
| 2007 | Уфа            | Евгений Ковалев  | Ильнур Закарин      | Никита Новиков       |
| 2008 | Ижевск         | Антон Воробьёв   | Артур Ершов         | Виталий Барбас       |
| 2009 | Чебоксары      | Виктор Манаков   | Иван Савицкий       | Константин Куперасов |
| 2010 | Чебоксары      | Кирилл Яцевич    | Виктор Манаков      | Александр Сулимов    |
| 2011 | Уфа            | Роман Ивлев      | Алексей Рябкин      | Сергей Темненко      |
| 2012 | Воронеж        | Ильдар Арсланов  | Александр Степанов  | Артём Ныч            |
| 2013 | Самара         | Николай Черкасов | Владимир Ильченко   | Евгений Коберняк     |
| 2014 | Тула           | Николай Иличев   | Андрей Простокишин  | Владимир Ильченко    |
| 2015 | Саранск        | Павел Сиваков    | Сергей Ростовцев    | Айнур Галеев         |
| 2016 | Уфа            | Станислав Коняев | Айнур Галеев        | Никита Щербунь       |
| 2017 | Уфа            | Глеб Кугаевский  | Сергей Барушко      | Константин Некрасов  |
| 2018 | Уфа            | Николай Потекало | Юрий Бутрехин       | Даниил Баланёв       |
| 2019 | Белгород       | Юрий Бутрехин    | Яков Гусев          | Лев Лаушкин          |
| 2020 | не проводилась |                  |                     |                      |
| 2021 | Уфа            | Артемий Хомяков  | Никита Васильев     | Андрей Белянин       |
| 2022 | Саранск        | Андрей Белянин   | Даниил Мальцев      | Дмитрий Хлупов       |
| 2023 | Воронеж        | Дмитрий Хлупов   | Максим Мишанков     | Мирослав Суятин      |
| 2024 | Ижевск         | Вадим Гречишкин  | Матвей Болдырев     | Марк Попов           |
| 2025 |                |                  |                     |                      |

### Юниорки. Групповая гонка.
| Год  | Город          | Золото               | Серебро             | Бронза               |
| ---- | -------------- | -------------------- | ------------------- | -------------------- |
| 2002 | Воронеж        | Ирина Толмачёва      | Юлия Блиндюк        | Кристина Шелудякова  |
| 2003 | Воронеж        | Ирина Толмачева (2)  |                     |                      |
| 2004 |                |                      |                     |                      |
| 2005 | Воронеж        | Ирина Моличева       |                     |                      |
| 2006 |                |                      |                     |                      |
| 2007 |                |                      |                     |                      |
| 2008 |                |                      |                     |                      |
| 2009 | Воронеж        | Лариса Панкова       | Ксения Мамонтова    | Елена Савченко       |
| 2010 |                |                      |                     |                      |
| 2011 | Майкоп         | Светлана Каширина    | Александра Чекина   | Ксения Добрынина     |
| 2012 | Майкоп         | Гульназ Бадыкова     | Кристина Савельева  | Ксения Добрынина     |
| 2013 | Майкоп         | Анастасия Яковенко   | Наталья Можарова    | Ксения Николаева     |
| 2014 | Майкоп         | Виктория Левченко    | Дарья Егорова       | Виктория Попова      |
| 2015 | Саранск        | Кристина Селина      | Карина Касенова     | Ксения Цымбалюк      |
| 2016 | Уфа            | Карина Касенова      | Мария Новолодская   | Александра Степанова |
| 2017 | Воронеж        | Александра Степанова | Мария Новолодская   | Марина Уварова       |
| 2018 | Воронеж        | Мария Миляева        | Дарья Малькова      | Юлия Галимуллина     |
| 2019 | Белгород       | Айгуль Гареева       | Мария Миляева       | Таисия Чуренкова     |
| 2020 | не проводилась |                      |                     |                      |
| 2021 | Майкоп         | Карина Гайфуллина    | Кристина Гильфанова | Дарья Тисленко       |
| 2022 | Саранск        | Татьяна Малькова     | Елизавета Тисленко  | Асия Сагдиева        |
| 2023 | Воронеж        | Татьяна Малькова (2) | Полина Даньшина     | Ангелина Новолодская |
| 2024 | Ижевск         | Ангелина Новолодская | Аглая Кокарева      | Ольга Костина        |
| 2025 |                |                      |                     |                      |

### Юниорки. Индивидуальная гонка.
| Год  | Город          | Золото                  | Серебро             | Бронза                |
| ---- | -------------- | ----------------------- | ------------------- | --------------------- |
| 2002 | Воронеж        | Валентина Гаврилова     | Елена Андреева      | Ирина Землянская      |
| 2003 | Воронеж        | Валентина Гаврилова (2) | Людмила Закирова    | Елена Алпатова        |
| 2004 | Воронеж        |                         |                     |                       |
| 2005 | Воронеж        | Мария Казаченко         |                     |                       |
| 2006 |                |                         |                     |                       |
| 2007 |                |                         |                     |                       |
| 2008 |                |                         |                     |                       |
| 2009 | Воронеж        | Лариса Панкова          | Марина Попова       | Лидия Малахова        |
| 2010 |                |                         |                     |                       |
| 2011 | Майкоп         | Александра Чекина       | Гульназ Бадыкова    | Ксения Добрынина      |
| 2012 | Майкоп         | Ксения Добрынина        | Ксения Николаева    | Наталья Можарова      |
| 2013 | Майкоп         | Ксения Николаева        | Анастасия Яковенко  | Маргарита Сырадоева   |
| 2014 | Майкоп         | Анастасия Пляскина      | Александра Лебедева | Дарья Егорова         |
| 2015 | Саранск        | Ксения Цымбалюк         | Наталья Студеникина | Элвина Фагимова       |
| 2016 | Уфа            | Карина Касенова         | Мария Новолодская   | Кристина Столбова     |
| 2017 | Воронеж        | Мария Новолодская       | Дарья Малькова      | Анастасия Музалевская |
| 2018 | Курск          | Айгуль Гареева          | Дарья Малькова      | Алёна Рыцева          |
| 2019 | Белгород       | Айгуль Гареева (2)      | Мария Миляева       | Юлия Галимуллина      |
| 2020 | не проводилась |                         |                     |                       |
| 2021 | Майкоп         | Дания Фатхельисламова   | Наталья Канакова    | Яна Мялицина          |
| 2022 | Саранск        | Вероника Козак          | Диана Смирнова      | Татьяна Малькова      |
| 2023 | Воронеж        | Диана Смирнова          | Полина Даньшина     | Ангелина Новолодская  |
| 2024 | Ижевск         | Галина Горбаченко       | Инна Изотова        | Ангелина Новолодская  |
| 2025 |                |                         |                     |                       |

### Мужчины. Критериум.
| Год  | Город            | Золото            | Серебро             | Бронза             |
| ---- | ---------------- | ----------------- | ------------------- | ------------------ |
| 2006 | Тверь            | Денис Галимзянов  | Владимир Исайчев    | Егор Луцкевич      |
| 2007 |                  |                   |                     |                    |
| 2008 |                  |                   |                     |                    |
| 2009 |                  |                   |                     |                    |
| 2010 |                  |                   |                     |                    |
| 2011 |                  | Алексей Цатевич   | Максим Покидов      | Максим Разумов     |
| 2012 |                  | Игорь Боев        | Роман Майкин        | Мамыр Сташ         |
| 2013 |                  | Максим Покидов    | Максим Разумов      | Дмитрий Самохвалов |
| 2014 |                  | Александр Ротяков | Константин Якимов   | Денис Боровик      |
| 2015 |                  | Максим Разумов    | Владислав Куликов   | Кирилл Зюкин       |
| 2016 |                  | Александр Жданов  | Владимир Ильченко   | Александр Комин    |
| 2017 | Тверь            | Кирилл Зюкин      | Александр Жданов    | Дмитрий Самохвалов |
| 2018 | Набережные Челны | Игорь Фролов      | Евгений Зотов       | Андрей Степанов    |
| 2019 | Краснодар        | Николай Журкин    | Игорь Фролов        | Фёдор Иванов       |
| 2020 | Ижевск           | Мамыр Сташ        | Константин Некрасов | Никита Мартынов    |
| 2021 | Курск            | Антон Попов       | Александр Комин     | Дмитрий Борзов     |
| 2022 | Курск            | Антон Попов (2)   | Артур Ершов         | Денис Некрасов     |
| 2023 | г. Прохладный    | Антон Попов (3)   | Никита Киржайкин    | Максим Орехов      |
| 2024 | Грозный          | Савва Новиков     | Артемий Хомяков     | Максим Мишанков    |
| 2025 |                  |                   |                     |                    |

### Женщины. Критериум.
| Год  | Город   | Золото                  | Серебро                      | Бронза                       |
| ---- | ------- | ----------------------- | ---------------------------- | ---------------------------- |
| 2009 | Воронеж | Ирина Моличева          | Анна Потокина                | Юлия Ильиных                 |
| 2010 |         |                         |                              |                              |
| 2011 |         | Елена Утробина          | Александра Бурченкова        | Мария Казаченко              |
| 2012 |         | Елена Гоголева          | Елена Утробина               | Мария Казаченко              |
| 2013 |         | Елена Гоголева (2)      | Елена Утробина               | Анна Завершинская            |
| 2014 |         |                         |                              |                              |
| 2015 |         |                         |                              |                              |
| 2016 |         | Александра Чекина       | Елена Гоголева               | Татьяна Калашеева            |
| 2017 | Воронеж | Полина Кириллова        | Татьяна Шаманова             | Маргарита Сырадоева          |
| 2018 | Воронеж | Карина Касенова         | Гульназ Бадыкова             | Ольга Дейко                  |
| 2019 | Воронеж | Полина Кириллова (2)    | Ольга Дейко                  | Елизавета Ошуркова           |
| 2020 | Ижевск  | Елена Гоголева (3)      | Гюнель Мехтиева              | Елизавета Ошуркова           |
| 2021 | Воронеж | Галина Чернышова        | Гульназ Хатунцева (Бадыкова) | Гюнель Мехтиева              |
| 2022 | Уфа     | Анастасия Печерских     | Маргарита Сырадоева          | Александра Съедина           |
| 2023 | Воронеж | Анастасия Печерских (2) | Ирина Кузнецова              | Екатерина Фадеева            |
| 2024 | Майкоп  | Кристина Новикова       | Дарья Степанова              | Гульназ Хатунцева (Бадыкова) |
| 2025 |         |                         |                              |                              |

### Женщины. Индивидуальная гонка в гору.
| Год  | Город  | Золото              | Серебро             | Бронза                  |
| ---- | ------ | ------------------- | ------------------- | ----------------------- |
| 2003 | Майкоп | Наталья Боярская    |                     |                         |
| 2004 |        |                     |                     |                         |
| 2005 |        |                     |                     |                         |
| 2006 |        |                     |                     |                         |
| 2007 |        |                     |                     |                         |
| 2008 |        |                     |                     |                         |
| 2009 |        |                     |                     |                         |
| 2010 |        |                     |                     |                         |
| 2011 | Майкоп | Татьяна Шаманова    | Мария Казаченко     | Виктория Дрокина        |
| 2012 | Майкоп | Анна Евсеева        | Айжан Жапарова      | Елена Бочарникова       |
| 2013 | Майкоп | Елена Бочарникова   | Анна Потокина       | Анна Евсеева            |
| 2014 |        |                     |                     |                         |
| 2015 |        |                     |                     |                         |
| 2016 | Майкоп | Елизавета Ошуркова  | Татьяна Шаманова    | Марина Лиханова         |
| 2017 | Майкоп | Татьяна Шаманова    | Анастасия Яковенко  | Александра Степанова    |
| 2018 | Майкоп | Седа Крылова        | Евгения Третьякова  | Татьяна Панина          |
| 2019 | Майкоп | Ксения Цымбалюк     | Марина Лиханова     | Наталья Студеникина     |
| 2020 | Майкоп | Маргарита Сырадоева | Полина Кириллова    | Седа Крылова            |
| 2021 | Майкоп | Анна Байдак         | Наталья Студеникина | Дарья Бунеева           |
| 2022 | Майкоп | Валерия Саблина     | Евгения Третьякова  | Валерия Валгонен        |
| 2023 | Майкоп | Валерия Саблина     | Евгения Третьякова  | Седа Крылова            |
| 2024 | Майкоп | Евгения Третьякова  | Мария Максимова     | Валерия Саблина         |
| 2025 | Майкоп | Яна Мялицина        | Евгения Третьякова  | Марина Комина (Уварова) |

### Мужчины. Парная гонка.
| Год  | Город       | Золото                              | Серебро                             | Бронза                              |
| ---- | ----------- | ----------------------------------- | ----------------------------------- | ----------------------------------- |
| 2009 | Самара      | Антон Самохвалов Дмитрий Самохвалов |                                     |                                     |
| 2010 |             |                                     |                                     |                                     |
| 2011 | Белореченск |                                     |                                     | Антон Самохвалов Дмитрий Самохвалов |
| 2012 | Белореченск | Ильнур Закарин Александр Рыбаков    | Павел Кочетков Дмитрий Косяков      | Вадим Масленников Сергей Николаев   |
| 2013 | Самара      | Максим Разумов Максим Покидов       | Сергей Николаев Игорь Фролов        | Антон Самохвалов Дмитрий Самохвалов |
| 2014 |             |                                     |                                     |                                     |
| 2015 | Самара      | Антон Самохвалов Дмитрий Самохвалов | Иван Луценко Андрей Луконин         | Павел Сайко Владислав Дуюнов        |
| 2016 | Самара      | Никита Разумов Андрей Сазанов       | Антон Самохвалов Дмитрий Самохвалов | Павел Сайко Владислав Дуюнов        |
| 2017 | Белореченск | Игорь Фролов Владислав Дуюнов       | Илья Байдиков Кирилл Зюкин          | Роман Кустадинчев Максим Пискунов   |
| 2018 | Белореченск | Игорь Фролов Владислав Дуюнов       | Дмитрий Борзов Никита Щербунь       | Михаил Фокин Антон Воробьёв         |
| 2019 | Белореченск | Степан Григорян Илья Байдиков       | Сергей Фирсанов Михаил Чирухин      | Игорь Фролов Владислав Дуюнов       |
| 2020 | Ижевск      | Степан Григорян Илья Байдиков       | Владислав Дуюнов Игорь Фролов       | Антон Воробьёв Сергей Фирсанов      |
| 2021 | Белореченск | Мамыр Сташ Александр Евтушенко      | Михаил Фокин Антон Воробьёв         | Александр Комин Роман Майкин        |
| 2022 | Белореченск | Пётр Рикунов Андрей Степанов        | Илья Байдиков Артём Ныч             | Никита Шульченко Роман Майкин       |
| 2023 | Белореченск | Дмитрий Розанов Михаил Фокин        | Александр Березняк Кирилл Миллер    | Илья Байдиков Евгений Зотов         |
| 2024 | Белореченск | Антон Воробьёв Михаил Фокин         | Виктор Бугаенко Влас Шичкин         | Кирилл Миллер Илья Байдиков         |
| 2025 |             |                                     |                                     |                                     |

### Женщины. Парная гонка.
| Год  | Город        | Золото                                     | Серебро                                  | Бронза                                                                     |
| ---- | ------------ | ------------------------------------------ | ---------------------------------------- | -------------------------------------------------------------------------- |
| 2009 | Великие Луки |                                            | Елена Гаюн Елена Утробина                |                                                                            |
| 2010 |              |                                            |                                          |                                                                            |
| 2011 | Великие Луки | Александра Бурченкова Юлия Ильиных         |                                          |                                                                            |
| 2012 | Великие Луки | Екатерина Чернышова Елена Утробина         | Марина Уткина Маргарита Сырадоева        | Екатерина Молочникова Ольга Добрынина                                      |
| 2013 | Воронеж      | Александра Чекина Анастасия Яковенко       | Кристина Машталерова Ольга Добрынина     | Галина Чернышова Ксения Добрынина                                          |
| 2014 | Великие Луки | Александра Чекина Анастасия Яковенко       | Лариса Панкова Анастасия Пляскина        | Елена Утробина Юлия Ильиных                                                |
| 2015 | Великие Луки | Анастасия Понетайкина Елизавета Иневаткина | Алена Зотеева Кристина Савельева         | Татьяна Калашеева Ольга Охрименко                                          |
| 2016 | Самара       | Елена Утробина Юлия Ильиных                | Маргарита Сырадоева Полина Кириллова     | Мария Канцыбер Ольга Добрынина                                             |
| 2017 | Воронеж      | Полина Кириллова Ольга Добрынина           | Татьяна Шаманова Анастасия Пляскина      | Ирина Журба Светлана Кузнецова (Васильева)                                 |
| 2018 | Воронеж      | Татьяна Шаманова Анастасия Пляскина        | Ксения Цымбалюк Наталья Студеникина      | Маргарита Сырадоева Мария Канцыбер                                         |
| 2019 | Хабаровск    | Полина Кириллова Маргарита Сырадоева       | Анастасия Понетайкина Александра Съедина | Ирина Иванова Валентина Стародубова                                        |
| 2020 | Ижевск       | Софья Чиркова Ксения Дуюнова               | Дарья Степанова Анастасия Пляскина       | Марина Лиханова Екатерина Маломура и Евгения Третьякова Гульнара Файзулина |
| 2021 | Хабаровск    | Елизавета Арчибасова Алёна Рыцева          | Галина Чернышова Кристина Иванова        | Александра Съедина Регина Жапарова                                         |
| 2022 | Курск        | Дарья Бунеева Валерия Саблина              | Ирина Кузнецова Кристина Новикова        | Анастасия Печерских Александра Съедина                                     |
| 2023 | Муром        | Анастасия Печерских Ирина Кузнецова        | Карина Дмитроц Дарья Бунеева             | Гюнель Мартынова Елизавета Ошуркова                                        |
| 2024 | Уфа          | Марина Комина (Уварова) Дарья Фомина       | Анастасия Самсонова Кристина Новикова    | Елизавета Арчибасова Дарья Бунеева                                         |
| 2025 |              |                                            |                                          |                                                                            |

### Мужчины. Командная гонка.
| Год  | Город       | Золото                                                               | Серебро                                                              | Бронза                                                                |
| ---- | ----------- | -------------------------------------------------------------------- | -------------------------------------------------------------------- | --------------------------------------------------------------------- |
| 2009 | Самара      |                                                                      | Сергей Драчков Роман Кольцов Вячеслав Кузнецов Сергей Рудасков       |                                                                       |
| 2010 |             |                                                                      |                                                                      |                                                                       |
| 2011 | Белореченск | Тимофей Крицкий Дмитрий Косяков Павел Кочетков Артём Соломенников    |                                                                      |                                                                       |
| 2012 |             |                                                                      |                                                                      |                                                                       |
| 2013 | Самара      | Дмитрий Вернидуб Дмитрий Косяков Антон Самохвалов Дмитрий Самохвалов |                                                                      |                                                                       |
| 2014 |             |                                                                      |                                                                      |                                                                       |
| 2015 | Самара      | Антон Самохвалов Дмитрий Самохвалов Кирилл Егоров Максим Покидов     | Иван Луценко Андрей Луконин Александр Стрельцов Алексей Пруцков      | Александр Комин Александр Жданов Кирилл Захаров Кирилл Зюкин          |
| 2016 | Самара      | Владислав Дуюнов Павел Сайко Артём Романенко Александр Лобанов       | Никита Разумов Александр Стрельцов Эдуард Ворганов Владимир Ильченко | Виталий Попков Станислав Коняев Михаил Радионов Виталий Захарин       |
| 2017 | Белореченск | Сергей Плакушкин Иван Золотарёв Роман Кустадинчев Максим Пискунов    | Игорь Фролов Владислав Дуюнов Михаил Фокин Максим Гришин             | Владислав Заборский Андрей Котков Евгений Кудрявцев Сергей Кислёв     |
| 2018 | Белореченск | Александр Лобанов Игорь Фролов Владислав Дуюнов Антон Воробьёв       | Сергей Белых Павел Ничипуренко Никита Киржайкин Николай Денисов      | Илья Байдиков Дмитрий Борзов Евгений Зверков Никита Щербунь           |
| 2019 | Белореченск | Владимир Ильченко Никита Разумов Эдуард Ворганов Павел Свешников     | Илья Байдиков Степан Григорян Александр Комин Дмитрий Борзов         | Павел Ничипуренко Никита Киржайкин Николай Трусов Сергей Белых        |
| 2020 | Ижевск      | Степан Григорян Илья Байдиков Денис Савельев Александр Комин         | Сергей Фирсанов Михаил Фокин Владислав Дуюнов Игорь Фролов           | Денис Максимов Валерий Исламов Павел Василиогло Дмитрий Борзов        |
| 2021 | Белореченск | Илья Байдиков Александр Комин Роман Майкин Никита Шульченко          | Игорь Фролов Михаил Фокин Антон Воробьёв Константин Некрасов         | Аркадий Ерёмкин Булат Халиков Владислав Черноруцкий Виталий Терешенко |
| 2022 | Белореченск | Илья Байдиков Артём Ныч Никита Шульченко Роман Майкин                | Александр Березняк Кирилл Миллер Андрей Степанов Пётр Рикунов        | Артём Гомозков Николай Потекало Даниил Савекин Никита Васильев        |
| 2023 | Белореченск | Александр Березняк Кирилл Миллер Андрей Степанов Иван Блохин         | Андрей Белянин Артём Гомозков Никита Васильев Даниил Савекин         | Илья Байдиков Денис Савельев Максим Орехов Евгений Зотов              |
| 2024 | Белореченск | Кирилл Миллер Денис Савельев Илья Байдиков Никита Шульченко          | Никита Разумов Евгений Тихонин Артемий Хомяков Дмитрий Хлупов        | Андрей Белянин Артём Гомозков Никита Васильев Даниил Савекин          |
| 2025 |             |                                                                      |                                                                      |                                                                       |

### Женщины. Командная гонка
| Год  | Город     | Золото                                                                                    | Серебро                                                                       | Бронза                                                                          |
| ---- | --------- | ----------------------------------------------------------------------------------------- | ----------------------------------------------------------------------------- | ------------------------------------------------------------------------------- |
| 2006 | Майкоп    | Ольга Хортова Александра Бурченкова Елена Гаюн Венера Абсалямова                          | Татьяна Шишкова Елена Алпатова Валентина Гаврилова Юлия Блиндюк               | Светлана Клименко Елена Страмоусова Елена Утробина Анна Ситникова               |
| 2007 |           |                                                                                           |                                                                               |                                                                                 |
| 2008 |           |                                                                                           |                                                                               |                                                                                 |
| 2009 |           |                                                                                           |                                                                               |                                                                                 |
| 2010 |           |                                                                                           |                                                                               |                                                                                 |
| 2011 |           |                                                                                           |                                                                               |                                                                                 |
| 2012 | Воронеж   | Татьяна Шаманова Лариса Панкова Марина Лиханова Айжан Жапарова                            | Алёна Прокофьева Елена Личманова Мария Мишина Лидия Малахова                  | Марина Уткина Галина Чернышова Светлана Каширина Галина Стрельцова              |
| 2013 | Воронеж   | Кристина Машталерова Ольга Добрынина Анна Завершинская Ксения Николаева                   | Мария Мишина Александра Гончарова Тамара Балаболина Галина Чернышова          | Марина Лиханова Анастасия Пляскина Татьяна Шаманова Валентина Нестерова         |
| 2014 | Воронеж   | Кристина Машталерова Ольга Добрынина Светлана Белеванцева (Каширина) Галина Чернышова     | Ольга Дейко Елизавета Ошуркова Алёна Журба Ирина Журба                        | Татьяна Куликова Любовь Максимова Алёна Митрофанова Анастасия Нуцалова          |
| 2015 | Воронеж   | Наталья Боярская Екатерина Маломура Светлана Васильева Виктория Попова                    | Анна Завершинская Мария Канцыбер Виктория Дрокина Маргарита Сырадоева         | Виктория Онучина Эльнара Лукманова Евгения Третьякова Инна Панина               |
| 2016 | Самара    | Екатерина Маломура Светлана Васильева Марина Лиханова Наталья Боярская                    | Лидия Малахова Гульназ Бадыкова Тамара Балаболина Анастасия Чулкова           | Анастасия Яковенко Александра Чекина Елизавета Иневаткина Анастасия Понетайкина |
| 2017 | Воронеж   | Екатерина Маломура Светлана Кузнецова (Васильева) Анастасия Пляскина Марина Лиханова      | Дарья Егорова Ксения Цымбалюк Татьяна Калашеева Кристина Столбова             | Галина Чернышова Полина Кириллова Ольга Добрынина Маргарита Сырадоева           |
| 2018 | Воронеж   | Маргарита Сырадоева Ирина Иванова Виктория Виноградова Мария Канцыбер                     | Татьяна Шаманова Анастасия Пляскина Ксения Шаманова Валерия Никонорова        | Лидия Стрельникова Елена Колесникова Алина Соловьёва Диана Семёнова             |
| 2019 | Хабаровск | Галина Чернышова Гюнель Мехтиева Дарья Малькова Виктория Виноградова                      | Анастасия Понетайкина Александра Съедина Елизавета Иневаткина Регина Жапарова | Ирина Иванова Полина Кириллова Валентина Стародубцева Маргарита Сырадоева       |
| 2020 | Ижевск    | Гюнель Мехтиева Полина Кириллова Маргарита Сырадоева Валентина Стародубова                | Елизавета Ошуркова Елизавета Арчибасова Алена Рыцева Ольга Дейко              | Александра Съедина Анастасия Понетайкина Регина Жапарова Елизавета Иневаткина   |
| 2021 | Хабаровск | Александра Съедина Анастасия Журавлева (Понетайкина) Регина Жапарова Елизавета Иневаткина | Елизавета Арчибасова Алёна Рыцева Гюнель Мехтиева Дарья Приходько             | Галина Чернышова Кристина Кирякова Екатерина Фадеева Кристина Иванова           |
| 2022 | Уфа       | Маргарита Сырадоева Ирина Кузнецова Анастасия Печерских Александра Съедина                | Таисия Чуренкова Елизавета Арчибасова Анна Куракина Елизавета Ошуркова        | Яна Мялицина Ника Мялицина Ксения Семенцова Александра Коновалова               |
| 2023 | Уфа       | Таисия Чуренкова Елизавета Арчибасова Гюнель Мартынова Елизавета Ошуркова                 | Екатерина Фадеева Кристина Новикова Анастасия Печерских Дарья Новикова        | Дарья Тисленко Елизавета Тисленко Дарья Фомина Марина Уварова                   |
| 2024 | Уфа       | Ксения Цымбалюк Яна Мялицина Ника Мялицина Айгуль Гареева                                 | Ирина Кузнецова Кристина Новикова Анастасия Самсонова Анастасия Бек           | Дарья Бунеева Елизавета Арчибасова Ангелина Винник Гюнель Мартынова             |
| 2025 |           |                                                                                           |                                                                               |                                                                                 |

### Женщины. Многодневная гонка.
| Год  | Город    | Золото                  | Серебро                      | Бронза               |
| ---- | -------- | ----------------------- | ---------------------------- | -------------------- |
| 2003 | Воткинск | Светлана Бубненкова     | Юлия Мартисова               |                      |
| 2004 |          |                         |                              |                      |
| 2005 | Майкоп   | Ольга Хортова           | Юлия Разенкова               | Валентина Гаврилова  |
| 2006 |          |                         |                              |                      |
| 2007 |          |                         |                              |                      |
| 2008 |          |                         |                              |                      |
| 2009 |          |                         |                              |                      |
| 2010 | Майкоп   | Лариса Панкова          | Анастасия Чулкова            | Анна Евсеева         |
| 2011 | Майкоп   | Айжан Жапарова          | Юлия Ильиных                 | Анна Потокина        |
| 2012 | Майкоп   | Елена Бочарникова       | Айжан Жапарова               | Анна Евсеева         |
| 2013 | Майкоп   | Наталья Боярская        | Светлана Столбова-Бубненкова | Елена Кучинская      |
| 2014 | Майкоп   | Татьяна Шаманова        | Ольга Добрынина              | Екатерина Маломура   |
| 2015 | Майкоп   | Марина Лиханова         | Татьяна Шаманова             | Галина Чернышова     |
| 2016 | Майкоп   | Полина Кириллова        | Александра Лебедева          | Маргарита Сырадоева  |
| 2017 | Майкоп   | Анастасия Пляскина      | Анна Потокина                | Марина Лиханова      |
| 2018 | Майкоп   | Полина Кириллова        | Мария Канцыбер               | Наталья Студеникина  |
| 2019 | Майкоп   | Галина Чернышова        | Маргарита Сырадоева          | Анастасия Пляскина   |
| 2020 | Ижевск   | Маргарита Сырадоева     | Ирина Иванова                | Ксения Дуюнова       |
| 2021 | Майкоп   | Галина Чернышова        | Марина Уварова               | Елизавета Арчибасова |
| 2022 | Ижевск   | Анастасия Печерских     | Валерия Захаркина            | Кристина Новикова    |
| 2023 | Муром    | Марина Уварова          | Анастасия Печерских          | Ксения Цымбалюк      |
| 2024 | Муром    | Марина Комина (Уварова) | Ирина Кузнецова              | Айгуль Гареева       |
| 2025 |          |                         |                              |                      |

### Командная смешанная эстафета.
| Год  | Город     | Золото | Серебро | Бронза                                                                                               |
| ---- | --------- | --- | --- | --- |
| 2020 | Самара    | Дмитрий Соколов Лев Гонов Глеб Сырица Мария Новолодская Мария Миляева Таисия Чуренкова                    | Андрей Сазанов Антон Попов Виктор Манаков Гульназ Хатунцева Валерия Захаркина Тамара Дронова                   | Валерий Исламов Александр Куликовский Мамыр Сташ Ольга Дейко Елизавета Ошуркова Елизавета Арчибасова |
| 2021 | Пенза     | Сергей Беляков Николай Потекало Иван Яценко Маргарита Сырадоева Анастасия Чурсина Карина Касенова         | Егор Игошев Вячеслав Иванов Илья Щегольков Таисия Чуренкова Валерия Голяева Дарья Фомина                       | Мамыр Сташ Александр Евтушенко Валерий Исламов Елизавета Арчибасова Алёна Рыцева Гюнель Мехтиева     |
| 2022 | Саранск   | Виктор Манаков Владислав Куликов Лев Лаушкин Тамара Дронова (Балаболина) Гульназ Хатунцева Дарья Малькова | Александр Евтушенко Мамыр Сташ Валерий Исламов Елизавета Ошуркова Елизавета Арчибасова Таисия Чуренкова        | Артем Гомозков Даниил Савекин Сергей Беляков Маргарита Сырадоева Анастасия Печерских Ирина Кузнецова |
| 2023 | Майкоп    | Илья Байдиков Никита Шульченко Денис Савельев Марина Уварова Дарья Фомина Елизавета Тисленко              | Иван Яценко Артём Гомозков Никита Васильев Анастасия Печерских Ирина Кузнецова Кристина Новикова               | Иван Меньшов Владислав Гутовский Павел Коробов Юлия Полевая Екатерина Гуренкова Мария Максимова      |
| 2024 | Муром     | Иван Новолодский Влас Шичкин Лев Гонов Анастасия Самсонова Диана Смирнова Валерия Валгонен                | Александр Шаколько Артемий Хомяков Виктор Манаков Татьяна Малькова Валерия Голяева Тамара Дронова (Балаболина) | Иван Меньшов Пётр Рикунов Александр Меньшов Юлия Полевая Екатерина Гуренкова Александра Родионова    |
| 2025 | Иннополис | Глеб Сырица Влас Шичкин Илья Савекин Диана Смирнова Валерия Валгонен Анастасия Самсонова                  | Виктор Манаков Савва Новиков Денис Савельев Тамара Дронова (Балаболина) Дарья Спирина Татьяна Малькова         | Пётр Рикунов Иван Меньшов Андрей Степанов Юлия Полевая Екатерина Гуренкова Мария Максимова           |